# فرکان ترهان
فرکان ترهان (انگلیسی: Furkan Tarhan؛ زادهٔ ۲۰ ژانویهٔ ۱۹۸۰) یک تاجر اهل ترکیه است. او همچنین رئیس هیئت مدیره دانشگاه اسکدار است.